# Jonáš Jozef Maxim

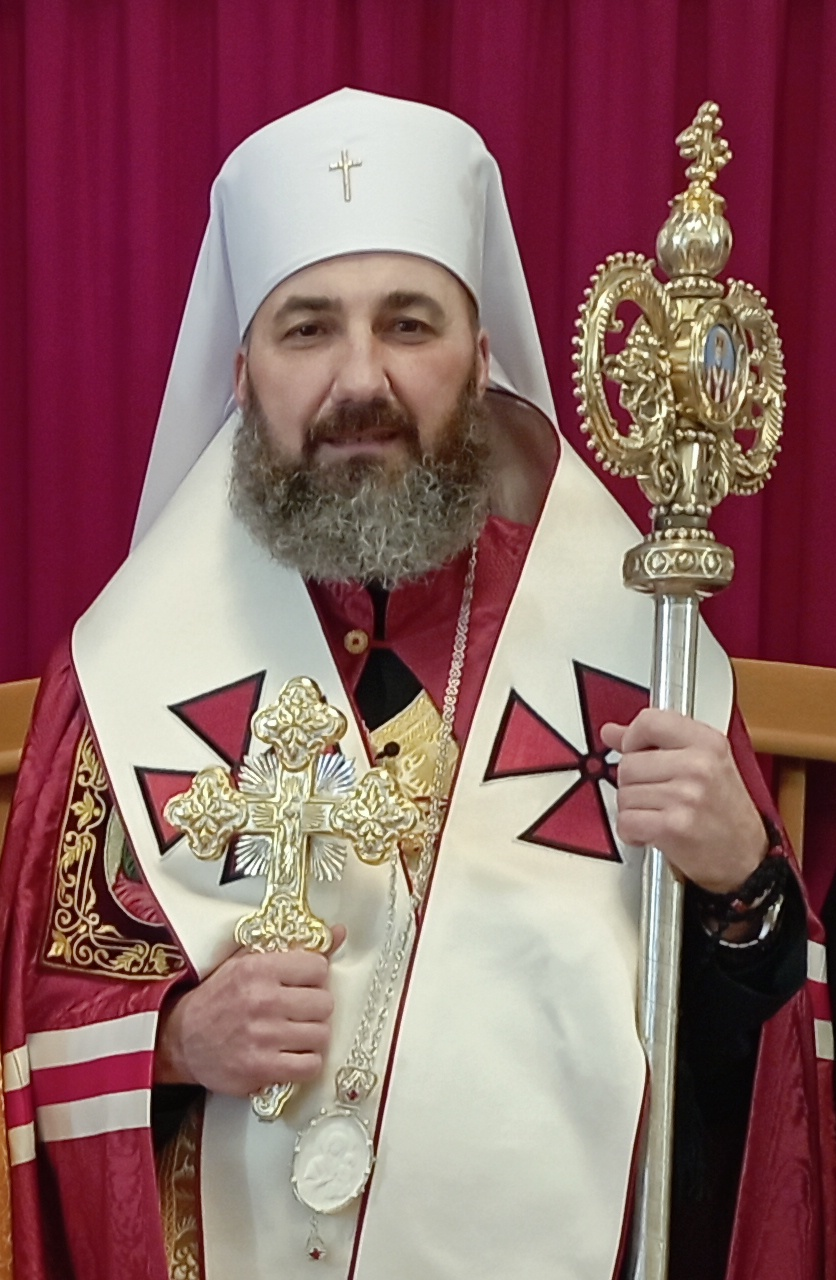
Erzbischof und Metropolit Jonáš Maxim

Wappen von Jonáš Maxim

Jonáš Jozef Maxim MSU (* 21. November 1974 in Levoča, Tschechoslowakei) ist ein slowakischer Ordensgeistlicher und Erzbischof der Erzeparchie Prešov. Damit ist er Metropolit und Oberhaupt der Griechisch-katholischen Kirche in der Slowakei.

## Leben
Jonáš Jozef Maxim studierte Philosophie und Katholische Theologie an der griechisch-katholischen theologischen Fakultät in Prešov und empfing am 11. Juli 1998 das Sakrament der Priesterweihe für die Eparchie Prešov.
Nachdem Maxim 1998 den Master in Theologie erworben hatte, nahm er ein Studium am Päpstlichen Orientalischen Institut in Rom auf, wo er 2000 das Lizenziat erwarb. Von 2001 bis 2004 war er Spiritual am Priesterseminar in Prešov und von 2002 bis 2004 zugleich Assistent am Lehrstuhl für Systematische Theologie an der Universität Prešov. 2004 trat er dem Studitenorden bei und absolvierte das Noviziat im Mariä-Entschlafens-Kloster im ukrainischen Uniw. Am 22. Mai 2008 empfing er die kleine Schima.
Von 2008 bis 2009 war er Mitarbeiter im Noviziat und Superior der Einsiedelei in Lužki. 2010 war er Novizenmeister, bis er im selben Jahr zum Superior des Josefsklosters in Lemberg gewählt wurde. Von 2013 bis 2017 studierte er erneut am Päpstlichen Orientalischen Institut und wurde mit einer Dissertation über das studitische Mönchtum promoviert. Nach der Rückkehr in die Ukraine wurde er Superior des Michaelsklosters in Lemberg und Pfarrer der zugehörigen Gemeinde. 2020 wurde er zum Igumen des Mariä-Entschlafens-Kloster in Uniw gewählt.
Papst Franziskus ernannte ihn am 26. Oktober 2023 zum Erzbischof von Prešov und damit zum Oberhaupt der griechisch-katholischen Kirche in der Slowakei. Die Bischofsweihe spendete ihm der Bischof von Košice, Cyril Vasiľ SJ, am 27. Januar 2024 in der Kathedrale von Prešov. Mitkonsekratoren waren der Bischof von Bratislava, Peter Rusnák, und der Bischof von Saint Nicolas of Chicago, Wenedykt Aleksijtschuk MSU.